# رز گیگانتی
رز گیگانتی (نام علمی: Rosa gigantea)، یکی از گونه‌های رز است. این گونه بومی جنوب غربی جمهوری خلق چین است. رز گیگانتی والد بسیاری از رزهای امروزی بشمار می‌رود. برگ‌ها در دسته‌های ۷ یا ۹ تائی می‌رویند. طول هر برگ از ۲ تا ۷ سانتیمتر است. قطر گل بین ۸ تا ۱۰ سانتیمتر است و از ماه ژوئن تا ماه آگوست می‌روید. بوی آن تند است. هر گلبرگ از هر دو لبه پهلویی بطرف پشت برگشته است و به شکل گلبرگ شمشیری است.